# Gaskeur
Gaskeur is een keurmerk van Kiwa. Het keurmerk wordt in Nederland op basis van vrijwilligheid toegepast op cv-ketels. Het geeft aan aan welke extra standaarden de installatie voldoet, boven de wettelijke eisen waaraan het apparaat dient te voldoen. Het is een aanvulling op de CE-markering.
Gaskeur is in 1994 ingevoerd door de Kiwa en de VFK (vereniging van cv-ketelfabrikanten). Dit keurmerk heeft vooral betrekking op energiezuinigheid en milieuvriendelijkheid. Dit laatste betreft de gebruikte materialen en de bouw van de apparatuur.
Het gaskeurmerk wordt voor een bepaald type toestel uitgegeven. Op de sticker staat onder andere vermeld of het een HR-ketel is en wat de comfortwaarde is, wanneer het toestel voor verwarming van water is bedoeld. Ook is te zien of het apparaat geschikt is voor het gebruik van zonnewarmte voor verwarming.

## Gaskeur-labels

### CW
Het CW-label staat voor Comfort Warm Water, ook wel warmwaterklasse genoemd. Warmwatertoestellen die voorzien zijn van dit label voldoen aan belangrijke basiseisen met betrekking tot tapdrempel, wachttijd, gelijkmatigheid van temperatuur en rendement. Er bestaan zes labels, van CW1 tot en met CW6, die aangeven voor welk soort toepassing het toestel het meest geschikt is.
|     | Toepassingsklasse                                              | Keuken (60 °C) [liter/minuut] | Douche (40 °C) [liter/minuut] | Bad (40 °C) [max. minuten] |
| --- | -------------------------------------------------------------- | ----------------------------- | ----------------------------- | -------------------------- |
| CW1 | Keuken                                                         | ≥ 2,5                         | -                             | -                          |
| CW2 | Keuken of douche                                               | ≥ 3,6                         | ≥ 6                           | -                          |
| CW3 | Keuken of douche of bad (100 liter)                            | ≥ 6                           | ≥ 10                          | ≤ 12                       |
| CW4 | Keuken of douche of bad (120 liter)                            | ≥ 7,5                         | ≥ 12,5                        | ≤ 11                       |
| CW5 | Keuken of douche of bad (150 liter)                            | ≥ 7,5                         | ≥ 12,5                        | ≤ 10                       |
| CW6 | Keuken en douche, keuken en bad (150 liter) of bad (200 liter) | ≥ 7,5 ≥ 7,5 -                 | ≥ 12,5 - -                    | - ≤ 10 ≤ 10                |

### HR
Het Gaskeur HR (hoog rendement) verdeelt HR-ketels in drie categorieën. Het rendement wordt berekend op de onderste verbrandingswaarde van aardgas, daar is condensatiewarmte niet in meegenomen, vandaar dat bij condenserende ketels de waarde boven 100% uit kan komen. Het hoge rendement wordt bereikt door het koude retourwater in een warmtewisselaar voor te verwarmen met de rookgassen in een zogenaamde rookgascondensor. Deze gassen bevatten veel waterdamp, die bij dit proces condenseert. Vandaar dat HR-ketels moeten zijn voorzien van een condensaatafvoer.
Toestellen met een HR-label zijn de zogeheten hoogrendementsketels. Het Gaskeur HR-label verdeelde tot september 2015 HR-ketels in drie categorieën: HR100, HR104 en HR107. Sinds september 2015 voert Gaskeur alleen het begrip HR met daarin een minimum rendementseis die gelijk ligt aan de minimumeis van het ‘oude’ HR107 label.
Onderstaande tabel geeft de keurmerken en het bijbehorende minimale rendement weer:
| Rendement op bovenwaarde | Rendement op onderwaarde | Keurmerk oud | Keurmerk na september 2015       |
| ------------------------ | ------------------------ | ------------ | -------------------------------- |
| 83%                      | n.v.t.                   | VR           | Open combi VR-ketels (tot 30 kW) |
| 90%                      | 100%                     | HR100        | n.v.t.                           |
| 94%                      | 104%                     | HR104        | n.v.t.                           |
| 96%                      | 107%                     | HR107        | HR                               |
| 97%                      | 108%                     | ---          | ---                              |
| 98%                      | 109%                     | ---          | ---                              |
| 99%                      | 110%                     | ---          | ---                              |
| 100%                     | 111%                     | ---          | ---                              |

### HRe
Het HRe-label staat voor een nieuwe techniek, waarbij de cv-ketel naast het verwarmen van water ook elektriciteit opwekt.

### HRww
HRww staat voor hoogrendement warm water. Gasketels met dit keurmerk zorgen voor een efficiënte wijze voor warm water voor de kraan.

### NZ
Het NZ-label staat voor Naverwarmer Zonneboiler. Een cv-ketel met NZ-label kan het water uit een zonneboiler naverwarmen. Dit is nodig wanneer het water in de zonneboiler nog niet de juiste temperatuur heeft bereikt. De cv-ketel fungeert dan als naverwarmer.
Daarnaast wordt gesteld dat de naverwarmer geschikt moet zijn voor de hoge inlaattemperaturen van het door de zonneboiler verwarmde water. De watertemperatuur voor zonneboilersystemen is afgesteld op maximaal 85 °C, waar de naverwarmer geschikt moet zijn voor minimaal 85 °C.

### SV
Het SV-label staat voor Schonere Verbranding. Toestellen met een SV-label beschikken over een geavanceerde brander waardoor de NOx-uitstoot zo laag mogelijk gehouden wordt. Het Gaskeur SV-label is per 26 september 2018 vervallen (overgangstermijn tot 26 september 2019). De waarden voor NOx-uitstoot welke vanuit Europese richtlijnen gelden zijn strenger dan de Gaskeur SV waarden waardoor het bestaansrecht is vervallen.